# Кудашов, Алексей Николаевич
Алексе́й Никола́евич Кудашо́в (род. 21 июля 1971, Электросталь, Московская область) — советский и российский хоккеист и тренер. Сын Артём также хоккеист.

## Биография

### Игровая карьера
Начинал играть в Электростали, выступал в первенстве Московской области. В силу партнерских отношений «Кристалла» и московских «Крыльев Советов» в 1989 году переехал в столицу.
В «Крыльях» вместе с Золотовым и Потайчуком составлял ударную тройку команды, много забивал.
Серебряный призёр молодёжных чемпионатов мира 1990 и 1991 в составе сборной СССР.
В 1991 году задрафтован клубом «Торонто Мейпл Лифс» в 5-м раунде под общим номером 102. В 1993 уехал в Канаду, но заиграть в НХЛ не удалось — за «Торонто» провел в регулярном чемпионате всего 25 матчей и забросил лишь одну шайбу. Событие произошло 7 марта 1994 в матче с командой «Сент-Луис Блюз», ворота которой защищал Кертис Джозеф.
В 1995 переехал в Германию, где в 1996 стал чемпионом страны. Летом 1997 уехал играть в ТПС. Вместе с финской командой в 1998 завоевал Суперкубок Европы.
С 1998 выступал в России.
Чемпион России 1999/2000 в составе московского «Динамо».

### Тренерская карьера
В мае 2012 Кудашов завершил игровую карьеру и стал тренером мытищинского «Атланта» в штабе Сергея Светлова. После провального старта «Атланта» в сентябре 2013 года Светлов покинул пост, после чего Кудашов был назначен исполняющим обязанности главного тренера, а в скором времени утверждён в должности на постоянной основе. Оставался главным тренером команды до апреля 2015 года, после чего клуб был расформирован.
1 мая 2015 года Кудашов подписал двухгодичный контракт с ярославским «Локомотивом». В дебютном сезоне он занял второе место в регулярном чемпионате КХЛ, но в первом раунде плей-офф уступил СКА. В следующем сезоне команда выступила несколько успешнее, дойдя до финала Западной конференции, но вновь уступила СКА. 3 октября 2017 года Кудашов вместе со своим тренерским штабом расторг контракт с «Локомотивом» по обоюдному согласию сторон.
18 апреля 2018 года вошёл в тренерский штаб СКА и сборной России, который возглавлял Илья Воробьёв. 10 июля 2019 года сменил Воробьёва на посту главного тренера как в СКА, так и в национальной команде. Под его руководством сборной России не удалось выступить на крупном турнире, поскольку чемпионат мира 2020 года был отменён из-за пандемии COVID-19, а в июне 2020 года тренер покинул пост по собственному желанию.
13 апреля 2021 года Кудашов был назначен главным тренером московского «Динамо», и в том же 2021 году стал ассистентом тренера в Сборной России.

## Достижения
- Чемпион Европы среди юниоров 1989 г.
- Серебряный призёр молодёжного чемпионата мира 1990 и 1991 гг.
- Чемпион Германии 1996 г.
- Обладатель Суперкубка Европы 1998 года
- Чемпион России 2000 г.
- Серебряный призёр Суперлиги 2008 года
- Серебряный призёр чемпионата КХЛ сезонов-2008/09 и 2009/10
- Участник матча звёзд КХЛ (2009)
- Обладатель Кубка Гагарина 2012 года

## Награды
- Орден Почёта (6 июня 2023) — за высокие спортивные достижения, большой вклад в популяризацию отечественного спорта и активное участие в развитии физической культуры страны[9]

## Статистика (главный тренер)
Последнее обновление: 13 апреля 2021 года
| Команда              | Турнир-сезон         | Регулярный сезон | Регулярный сезон | Регулярный сезон | Регулярный сезон | Регулярный сезон | Регулярный сезон | Регулярный сезон | Регулярный сезон | Регулярный сезон | Плей-офф             | Плей-офф             | Плей-офф                           |
| Команда              | Турнир-сезон         | И                | В                | ВО/ВБ            | Н                | ПО/ПБ            | П                | О                | О%               | Результат        | В                    | П                    | Результат                          |
| -------------------- | -------------------- | ---------------- | ---------------- | ---------------- | ---------------- | ---------------- | ---------------- | ---------------- | ---------------- | ---------------- | -------------------- | -------------------- | ---------------------------------- |
| Атлант               | КХЛ 2013-14          | 49               | 19               | 8                | -                | 4                | 18               | 77               | 52,4%            | 9-е на Западе    | Не попали в плей-офф | Не попали в плей-офф | Не попали в плей-офф               |
| Атлант               | КХЛ 2014-15          | 60               | 23               | 4                | -                | 8                | 23               | 85               | 47,2%            | 9-е на Западе    | Не попали в плей-офф | Не попали в плей-офф | Не попали в плей-офф               |
| Всего в «Атланте»    | Всего в «Атланте»    | 109              | 42               | 12               | -                | 12               | 41               | 162              | 49,5%            |                  |                      |                      |                                    |
| Локомотив            | КХЛ 2015-16          | 60               | 37               | 6                | -                | 2                | 15               | 125              | 69,4%            | 3-е на Западе    | 1                    | 4                    | Проиграли в 1/4 финала конференции |
| Локомотив            | КХЛ 2016-17          | 60               | 32               | 5                | -                | 6                | 18               | 110              | 61,1%            | 4-е на Западе    | 8                    | 7                    | Проиграли в финале конференции     |
| Локомотив            | КХЛ 2017-18          | 17               | 7                | 1                | -                | 3                | 6                | 19               | 37,3%            | Отставка         | -                    | -                    | -                                  |
| Всего в «Локомотиве» | Всего в «Локомотиве» | 137              | 76               | 12               | -                | 11               | 39               | 254              | 61,8%            |                  |                      |                      |                                    |
| СКА                  | КХЛ 2019-20          | 62               | 30               | 14               | -                | 5                | 13               | 93               | 75,0%            | 2-е на Западе    | 4                    | 0                    | Плей-офф приостановлен             |
| Всего в КХЛ          | Всего в КХЛ          | 308              | 148              | 44               | -                | 28               | 93               | 509              | -                |                  | 13                   | 11                   |                                    |